# La Lucerne-d’Outremer
La Lucerne-d’Outremer ist eine französische Gemeinde mit 847 Einwohnern (Stand: 1. Januar 2022) im Département Manche in der Region Normandie. Sie gehört zum Arrondissement Avranches und zum Kanton Bréhal.

## Geographie
Die Gemeinde La Lucerne-d’Outremer liegt etwa 13 Kilometer westsüdwestlich von Granville. Der Fluss Thar begrenzt die Gemeinde im Norden. Umgeben wird La Lucerne-d’Outremer von den Nachbargemeinden Saint-Jean-des-Champs im Nordwesten und Norden, Folligny, Hocquigny und La Haye-Pesnel im Norden, Le Tanu im Nordosten, La Mouche im Osten, Le Grippon im Südosten und Süden, La Rochelle-Normande im Süden sowie Saint-Pierre-Langers im Westen.

## Bevölkerungsentwicklung
| Jahr                       | 1962 | 1968 | 1975 | 1982 | 1990 | 1999 | 2006 | 2018 |
| Einwohner                  | 742  | 695  | 652  | 632  | 621  | 735  | 790  | 776  |
| Quellen: Cassini und INSEE |      |      |      |      |      |      |      |      |

## Sehenswürdigkeiten
- Abtei de La Lucerne, im 12. Jahrhundert gegründetes Prämonstratenserkloster
- Kirche Notre-Dame aus dem 13. Jahrhundert, Umbauten aus dem 19. Jahrhundert
- Schloss La Lucerne aus dem 19. Jahrhundert

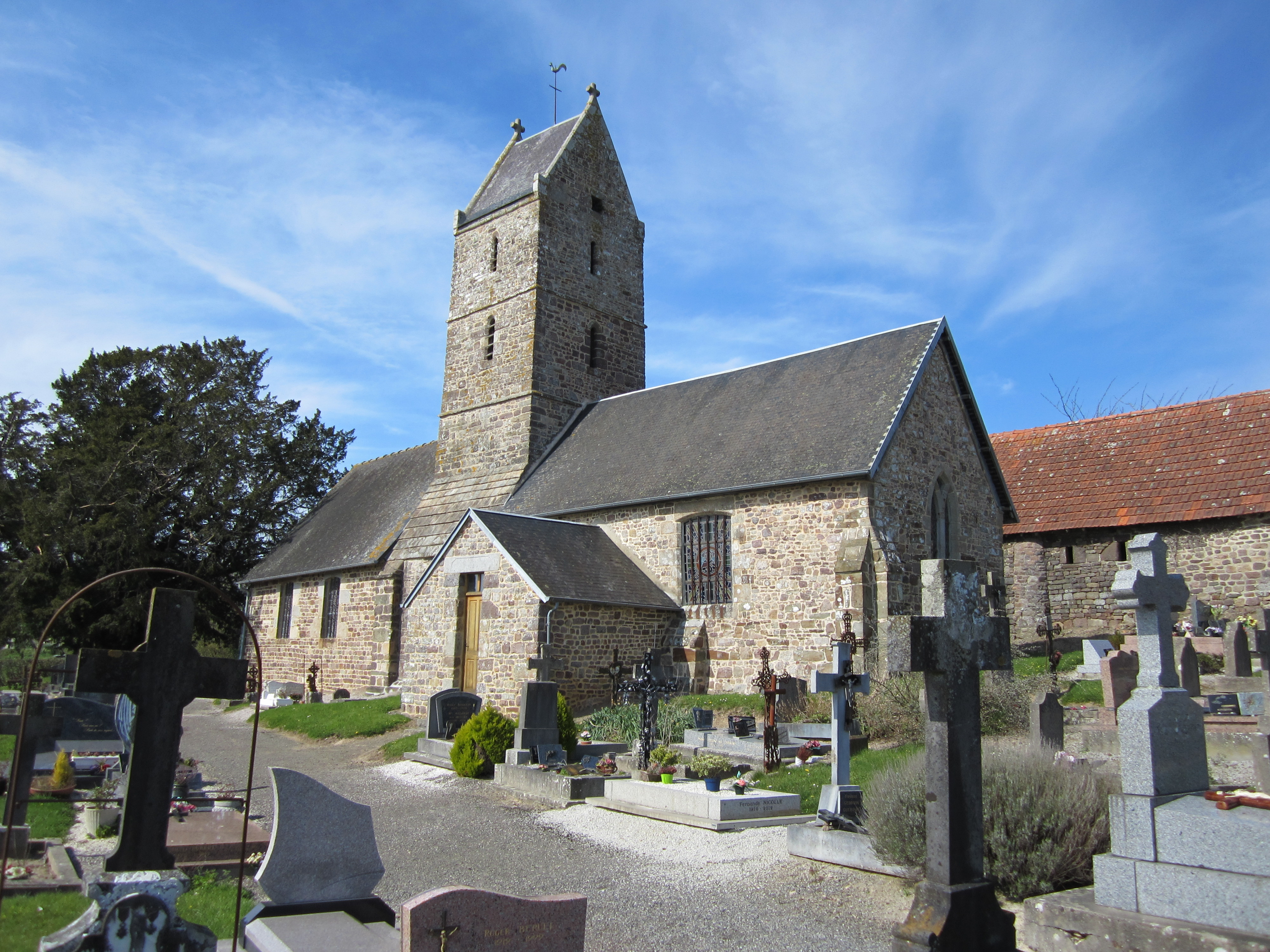
Kirche Saint-Léger
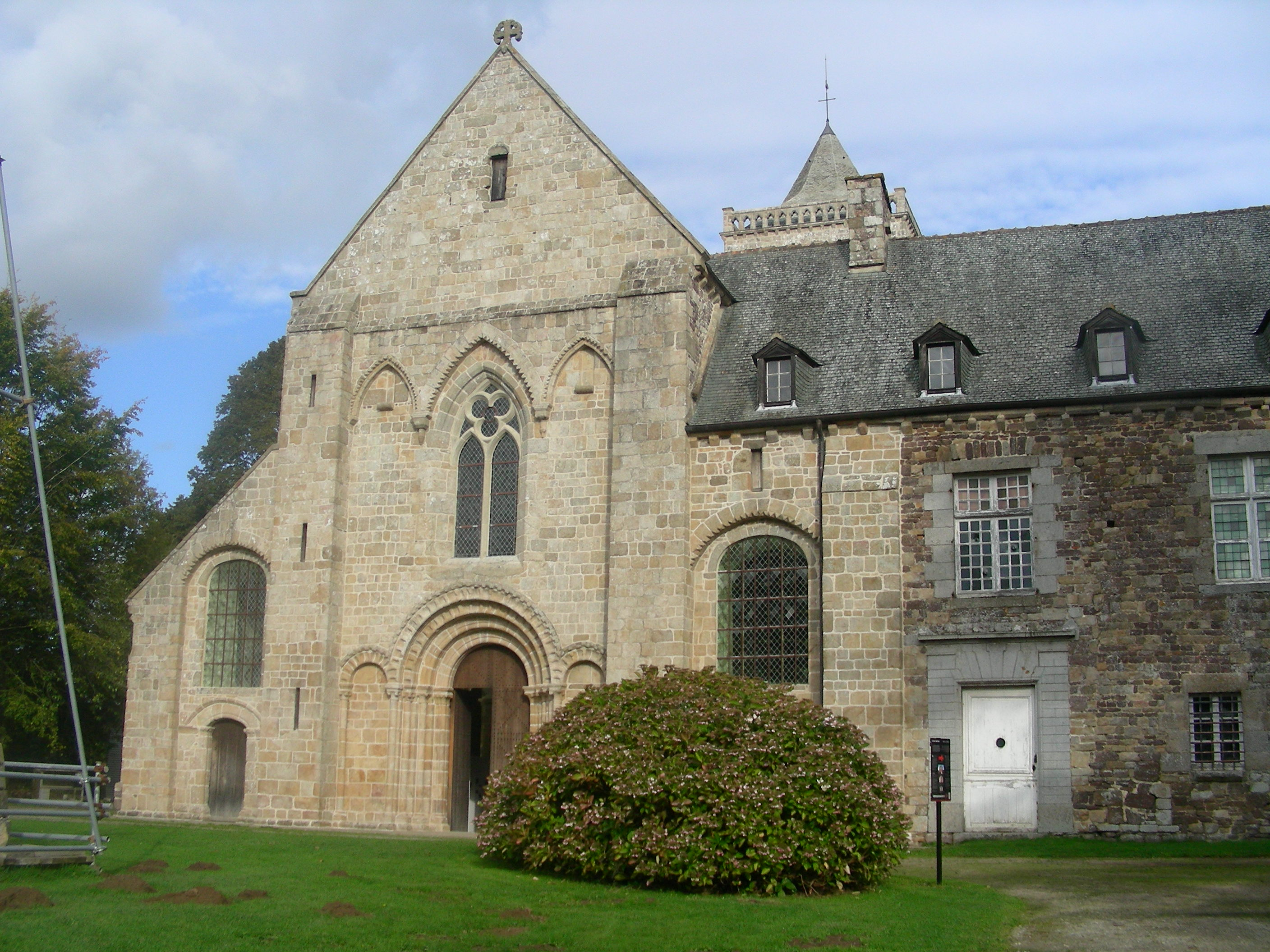
Abtei de La Lucerne (Abteikirche)